# Kommunistische Partei Deutschlands

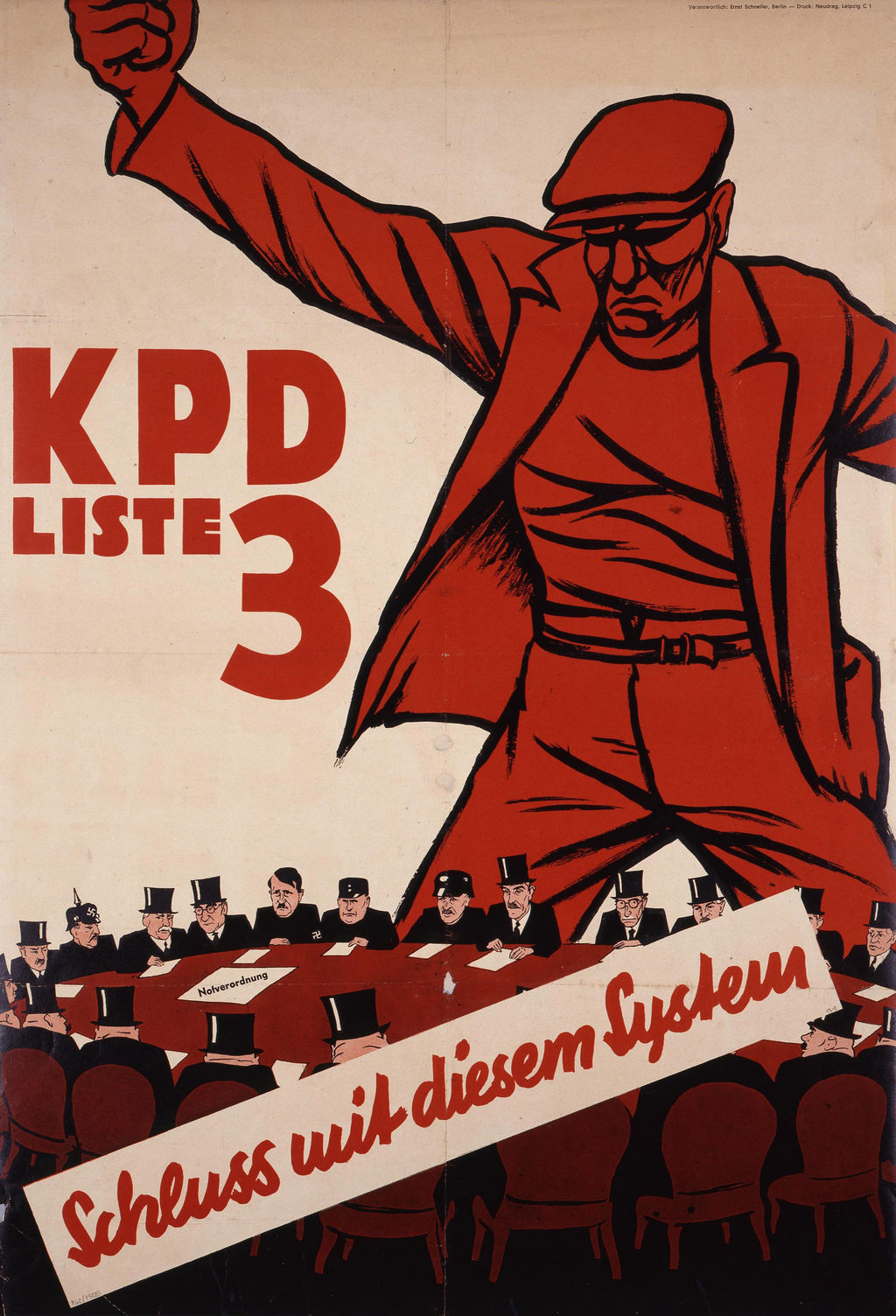
Poster van KPD

De Kommunistische Partei Deutschlands (KPD) was een Duitse communistische partij.

## Tot 1933
De KPD werd gevormd op 31 december 1918 vanuit de Spartacusbond, in het kader van de Eerste Wereldoorlog. Tot de oprichters behoorden Karl Liebknecht, Rosa Luxemburg, Leo Jogiches en Wilhelm Pieck.
De KPD werd gevormd wegens een ontevredenheid over de lakse houding van de USPD tijdens de revolutionaire periode die Duitsland doormaakte tijdens november-december 1918. De KPD werd opgenomen in de Comintern. De KPD gaf als partijblad "die Rote Fahne" uit.
Onder de Republiek van Weimar weigerde de KPD samenwerking met de sociaaldemocraten van de SPD teneinde het nationaalsocialisme van Adolf Hitler te bestrijden. De leus van de communisten bleef: Wer hat uns verraten? Sozialdemokraten! Omgekeerd beschouwden sociaaldemocraten als Kurt Schumacher de communisten als roodgelakte fascisten. De tegenstellingen tussen de KPD en de SPD vergemakkelijkten de machtsovername van de nationaalsocialisten.

## Nazi-Duitsland
Na de Rijksdagbrand van 27 februari 1933 werd de KPD het politieke leven in Duitsland onmogelijk gemaakt.. Leidende KPD-politici waaronder Ernst Torgler, Ernst Thälmann en Werner Scholem werden gearresteerd. Bij de laatste verkiezingen van de republiek van Weimar op 5 maart 1933 haalde de KPD nog 12,3% van de stemmen, goed voor 81 zetels. Nog voor de eerste (constituerende) zitting van de Reichstag werden de 81 zetels van de KPD geannuleerd. Duizenden communisten werden opgesloten in concentratiekampen en mishandeld. Alleen al in 1933/1934 lieten van de 60.000 gevangengenomen communisten 2000 het leven. Tussen 1933 en 1945 werden 43 KPD-parlementsleden van de Rijksdag om het leven gebracht.
Er waren ook Nederlanders lid van de KPD, onder wie de vertaler Nico Rost.

## Emigranten en stalinistische zuiveringen
Via de Comintern onderhielden de Duitse communisten al voor 1933 intensieve betrekkingen met de Sovjet-Unie. Na 1933 vertrokken veel Duitse communisten naar Moskou, waaronder Wilhelm Pieck, Walter Ulbricht en Herbert Wehner. Tijdens de Grote Zuiveringen in de Sovjet-Unie werd ook een groot aantal Duitse communisten door de NKVD opgepakt en geëxecuteerd, waaronder Hugo Eberlein, Heinz Neumann, Hermann Remmele, Fritz Schulte en Hermann Schubert, of naar de Goelag gestuurd. Willi Münzenberg kwam in 1940 onder verdachte omstandigheden om het leven in Frankrijk, waarvoor ook de NKVD verantwoordelijk wordt gehouden. In totaal werden 1100 Duitse communisten door de NKVD omgebracht.
Na 1933 werd de partij verboden in Nazi-Duitsland. Vanaf 1935 bestond er in Amsterdam een (illegale) afdeling van de KPD. Deze groep was uitgesproken anti-fascistisch en streed tegen het Nazi-regime.
In 1942 namen Duitse communisten het initiatief om een antifascistisch front op te richten. In samenwerking met krijgsgevangen Duitsers werd vervolgens in 1943 het Nationalkomitee Freies Deutschland opgericht. Dit comité verzorgde propaganda-uitzendingen gericht op de Duitse troepen.

## Na de Tweede Wereldoorlog
Direct na het einde van de Tweede Wereldoorlog zetten Moskougetrouwe communisten onder Walter Ulbricht de KPD weer op. Op 21 april 1946 fuseerden de KPD en de SPD in de Sovjetbezettingszone tot Sozialistische Einheitspartei Deutschlands (SED). De SPD in de westelijke bezettingszones weigerde deel te nemen aan deze fusie.
In 1949, na de oprichting van de Bondsrepubliek Duitsland en de Duitse Democratische Republiek, scheidde de KPD in West-Duitsland zich af van de SED en ging zelfstandig verder. In 1956 kwam er een verbod op de KPD. Dit was feitelijk overbodig aangezien het succes bij verkiezingen minimaal was. Als onderdeel van het beleid van de Koude Oorlog tegen de communistische partijen werd het in 1956 verboden door een uitspraak van het Bundesverfassungsgericht van Duitsland  Op het moment van het verbod had de KPD ongeveer 78.000 leden. In 1957 riepen de communisten, beroofd van de mogelijkheid om deel te nemen aan de verkiezingen, om op de SPD te stemmen. In 1961 en 1965 deden ze mee aan de verkiezingen als Deutsche Friedensunion, maar behaalde slechts 2% van de stemmen. In 1968 werd op initiatief van voormalige partijleden de Duitse Communistische Partij (DKP) opgericht. Deze partij heeft een marginale politieke betekenis.